# Aistersheim
Aistersheim è un comune austriaco di 882 abitanti nel distretto di Grieskirchen, in Alta Austria.